# Every Man for Himself
Albums de Hoobastank
The Reason
(2004) For(n)ever
(2009)
Every Man for Himself est le quatrième album de Hoobastank. Il est sorti le 29 mai 2006 en France.
Il a été classé no 12 au classement Billboard en juin 2006 et no 5 au Top rock album.

## Liste des chansons
1. The Rules - 0:52
2. Born to Lead - 3:48
3. Moving Forward - 4:27
4. Inside of You - 3:08
5. The First of Me - 5:25
6. Good Enough - 3:20
7. If I Were You - 4:18
8. Without a Fight - 3:20
9. Don't Tell Me - 4:12
10. Look Where We Are - 3:28
11. Say the Same - 4:02
12. If Only - 3:28
13. More Than a Memory - 7:22
14. Face The Music (bonus track) - 3:50

## Personnel
- Administration : Tara Podolsky
- Business Affairs : Nicole Wyskoarko
- Marketing : Eric Wong
- Creative Director : Alli Truch
- Art Direction et Design : Andy West
- Live et Studio Photos : James Minchin
- Band Portraits et Back of Booklet Photo : Frank Ockenfels
- Chris Photo : Erin Ashford
- Office Folders Photo : Grzegorz Kozakiewicz
- Stylist : Leah Smith
- Grooming : Diane Wiedenman
- Photography et Art Coordination : Tai Linzie
- Package Production : Doug Joswick
- Management : Bret Bair / The MGMT Company